# Dicranoloma undulatifolium
Dicranoloma undulatifolium là một loài rêu trong họ Dicranaceae. Loài này được Dixon E.B. Bartram mô tả khoa học đầu tiên năm 1957.